# Heinrich Keller (Musiker)

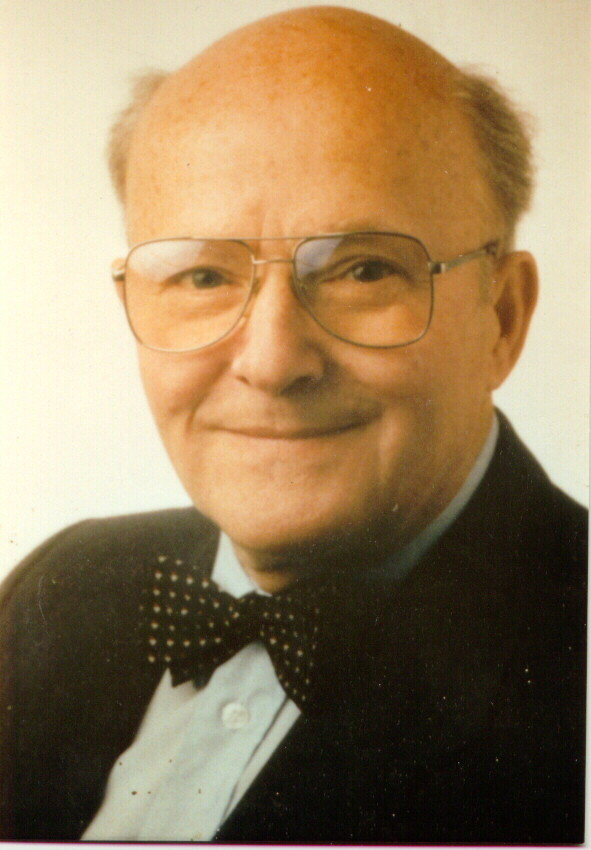
Heinrich Keller

Heinrich Keller (* 25. August 1918 in Griesheim; † 23. August 1990 in Hamburg) war ein deutscher Hornist und Hochschullehrer.

## Leben
Heinrich Keller erhielt in seiner Jugend von Ernst Reifenrath Klavier- und von seinem Vater, ebenfalls Heinrich Keller, Geigenunterricht. Vom 1. April 1932 bis Ostern 1936 studierte er dann an der Musikhochschule Mainz im Hauptfach Waldhorn bei Alfred Leisering und Brechtel sowie als Nebenfächer Klavier und Geige.
1936 war er Volontär für Horn am Hessischen Landestheater in Darmstadt. In den Jahren 1936 und 1937 spielte er in seinen Sommerferien jeweils von Mai bis August als 1. Hornist im Kurorchester Schlangenbad. Von 1937 bis 1939 war er 1. Hornist am Stadttheater Gießen. In den dortigen Sommerferien spielte er als 1. Hornist im Staatlichen Kurorchester Bad Nauheim.
Mit dem Kriegsausbruch 1939 kam Heinrich Keller als 1. Hornist zum Luftwaffenmusikkorps. 1943, nach Auflösung aller Musikkorps, wurde er Militärkraftfahrer. Nach Kriegsende 1945 wurde er 1. Hornist am Nationaltheater Mannheim und wirkte als Dozent an der Musikhochschule Mannheim.
Von 1950 bis zum 1. September 1979 war Heinrich Keller 1. Solohornist im Philharmonischen Staatsorchester Hamburg u. a. unter Joseph Keilberth, der mit dem Orchester sehr viele Plattenaufnahmen machte, Wolfgang Sawallisch und Horst Stein. Keller gab in dieser Zeit u. a. Hermann Baumann privaten Hornunterricht. Da er auch ein ausgezeichneter Pianist war, der selbst ungeübte Stücke vom Blatt abspielen konnte, setzte er diese Fähigkeit gerne in seinem Unterricht ein.
Von 1958 bis 1961 wirkte er zunächst als Solohornist bei den Bayreuther Festspielen, wo er u. a. den Siegfriedruf unter Hans Knappertsbusch spielte, und trat von 1959 bis 1982 als Solohornist mit Werken von Mozart, Strauss und Britten in Deutschland (Hamburg, Trier, Kiel) und Japan (Tokyo) sowie als Kammermusiker in Deutschland, Dänemark, Island und Japan.
Am 28. Mai 1968 wurde ihm der Titel „Kammermusiker“ durch den Senat der Freien und Hansestadt Hamburg verliehen.
Vom 1. April 1958 bis zum 31. März 1982 hatte er einen Lehrauftrag an der Hochschule für Musik und Theater Hamburg. Bei ihm studierten u. a. Walter Lexut, Jan Schroeder, Joachim Bänsch (Radio-Sinfonieorchester Stuttgart), Reinhold Möller (Bamberger Symphoniker) u. v. a. m. 1973 wurde er zum Professor ernannt.
Im Jahre 1988 hatte er eine Gastprofessur an der Musashino Academia Musicae (武蔵野音楽大学, Musashino Ongaku Daigaku) in Tokyo und gab dort Meisterkurse.
Heinrich Keller wurde auf dem Friedhof Volksdorf (Grablage Hh 16) beigesetzt. 